# Neuhausen auf den Fildern
Neuhausen auf den Fildern es un municipio alemán perteneciente al distrito de Esslingen de Baden-Wurtemberg.
A 31 de diciembre de 2020 tiene 11 971 habitantes.
Se conoce la existencia de la localidad en documentos desde 1153. Perteneció a su propia familia noble hasta que en 1269 pasó a ser una dependencia del condado de Hohenberg. En el siglo XIV, los condes vendieron su territorio a la Casa de Habsburgo, que durante la Reforma convirtió a esta localidad en una isla católica rodeada de localidades protestantes. En 1650 pasó a pertenecer a la casa noble de Rotenhan y en 1769 al principado de Espira. Aunque en 1803 se integró en el electorado de Baden, una rectificación territorial en 1806 hizo que se integrara finalmente en el reino de Wurtemberg. La localidad sigue contando con un importante porcentaje de población católica y hasta 1969 albergaba el Noviciado de la Compañía de Jesús para el sur de Alemania.
Se ubica unos 10 km al sureste de Stuttgart, en la salida de la ciudad de la carretera 8 que lleva a Múnich.